# Wallowa
Wallowa é uma cidade localizada no estado norte-americano de Oregon, no Condado de Wallowa.

## Demografia
Segundo o censo norte-americano de 2000, a sua população era de 869 habitantes.
Em 2006, foi estimada uma população de 803, um decréscimo de 66 (-7.6%).

## Geografia
De acordo com o United States Census Bureau tem uma área de
1,6 km², dos quais 1,6 km² cobertos por terra e 0,0 km² cobertos por água. Wallowa localiza-se a aproximadamente 895 m acima do nível do mar.

## Localidades na vizinhança
O diagrama seguinte representa as localidades num raio de 36 km ao redor de Wallowa.